# Płoszyce
Płoszyce – wieś sołecka w Polsce położona w województwie mazowieckim, w powiecie ostrołęckim, w gminie Lelis. Miejscowość leży na Równinie Kurpiowskiej.

## Środowisko naturalne
Płoszyce leżą po zachodniej stronie doliny Szkwy, którą przebiega szlak kajakowy. Na zachód od miejscowości, na wydmowym terenie rozciągają się lasy z przewagą sosny. Płoszyce dały nazwę położonemu bliżej rzeki Rozogi rezerwatowi przyrody Olsy Płoszyckie (od 1997). Na skraju rezerwatu znajduje się osada leśna Płoszyce.

## Historia
W latach 1921–1939 wieś leżała w województwie białostockim, w powiecie ostrołęckim, w gminie Nasiadki (od 1931 w gminie Durlasy).
Według Powszechnego Spisu Ludności z 1921 roku wieś zamieszkiwały 224 osoby w 41 budynkach mieszkalnych. Miejscowość należała do parafii rzymskokatolickiej w Dąbrówce. Podlegała pod Sąd Grodzki w Ostrołęce i Okręgowy w Łomży; właściwy urząd pocztowy Ostrołęka 1.
W wyniku agresji niemieckiej we wrześniu 1939 wieś znalazła się pod okupacją niemiecką. Od 1939 do wyzwolenia w 1945 włączona w skład Landkreis Scharfenwiese, rejencji ciechanowskiej Prus Wschodnich III Rzeszy.
W latach 1975–1998 miejscowość administracyjnie należała do województwa ostrołęckiego.
W 2018 roku Płoszyce liczyły 302 mieszkańców, a w 2021 – 282.

## Architektura
Rejestr zabytków nie wymienia żadnych budynków.

## Religia
Wierni Kościoła rzymskokatolickiego należą do parafii św. Anny w Dąbrówce k. Ostrołęki.